# جامعة كولجيت
جامعة كولجيت (بالإنجليزية: Colgate University)‏ كان اسمها في السابق جمعية التعليم المعمدانية بولاية نيويورك، تأسست في عام 1819 بواسطة 13 راهبا، وسميت في عام 1890 بجامعة كولجيت، فهي جامعة مستقلة تدرّس المجالات والتخصصات العامة المختلفة، وتضم حوالي 2,800 طالب وطالبة. تقدم الجامعة 51 مجالا ثريا من المجالات المتنوعة.

## الحرم الجامعي

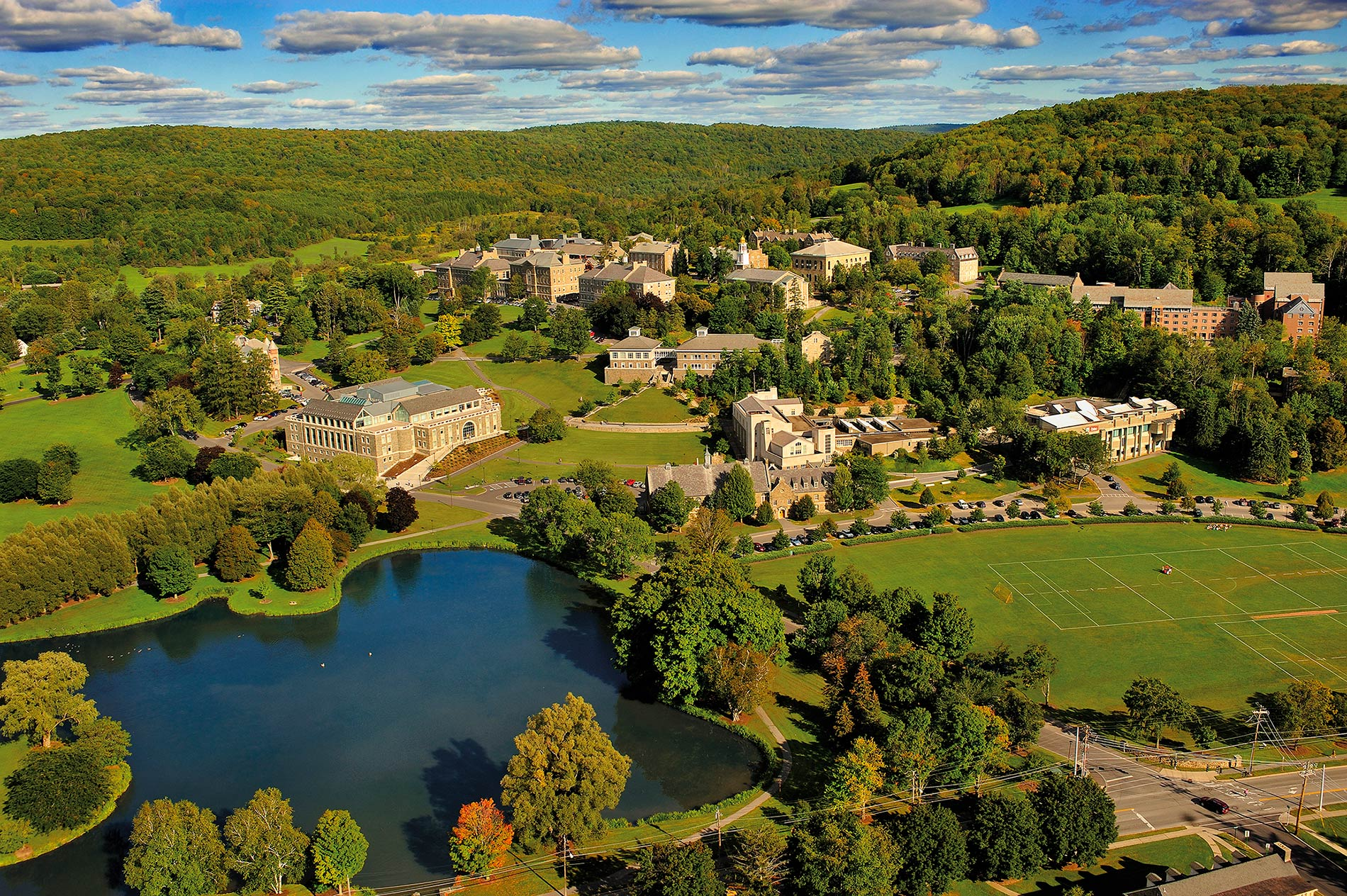
الحرم الجامعي لجامعة كولجيت في نيويورك

في عام 2014 كشف تقرير مؤسسة بريستون عن أن حرم جامعة «كولجيت» الأمريكية هي أفضل حرم جامعي في الولايات المتحدة خلال عام 2014. ويرصد التقرير كافة الأمور المتعلقة بالمشهد الاجتماعي والأكاديمي داخل الحرم الجامعي في الولايات المتحدة. ويعتمد الترتيب على مسح لآراء 130 ألف طالب في أعلى 379 كلية وجامعة لتقييمها بناءً على عشرات الموضوعات التي تتراوح من جمال الحرم الجامعي وحتى جودة الأطعمة ومساكن الطلاب.
ربما يكون المبنى الأكثر تميزًا في الحرم الجامعي هو موقع Colgate Memorial Chapel ، الذي تم بناؤه في عام 1918 ويستخدم للمحاضرات والعروض والحفلات الموسيقية والخدمات الدينية.

## العادات و التقاليد

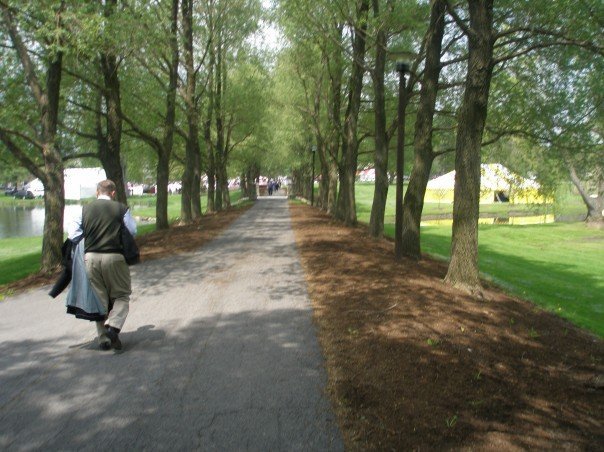
مسار الصفصاف في الجامعة

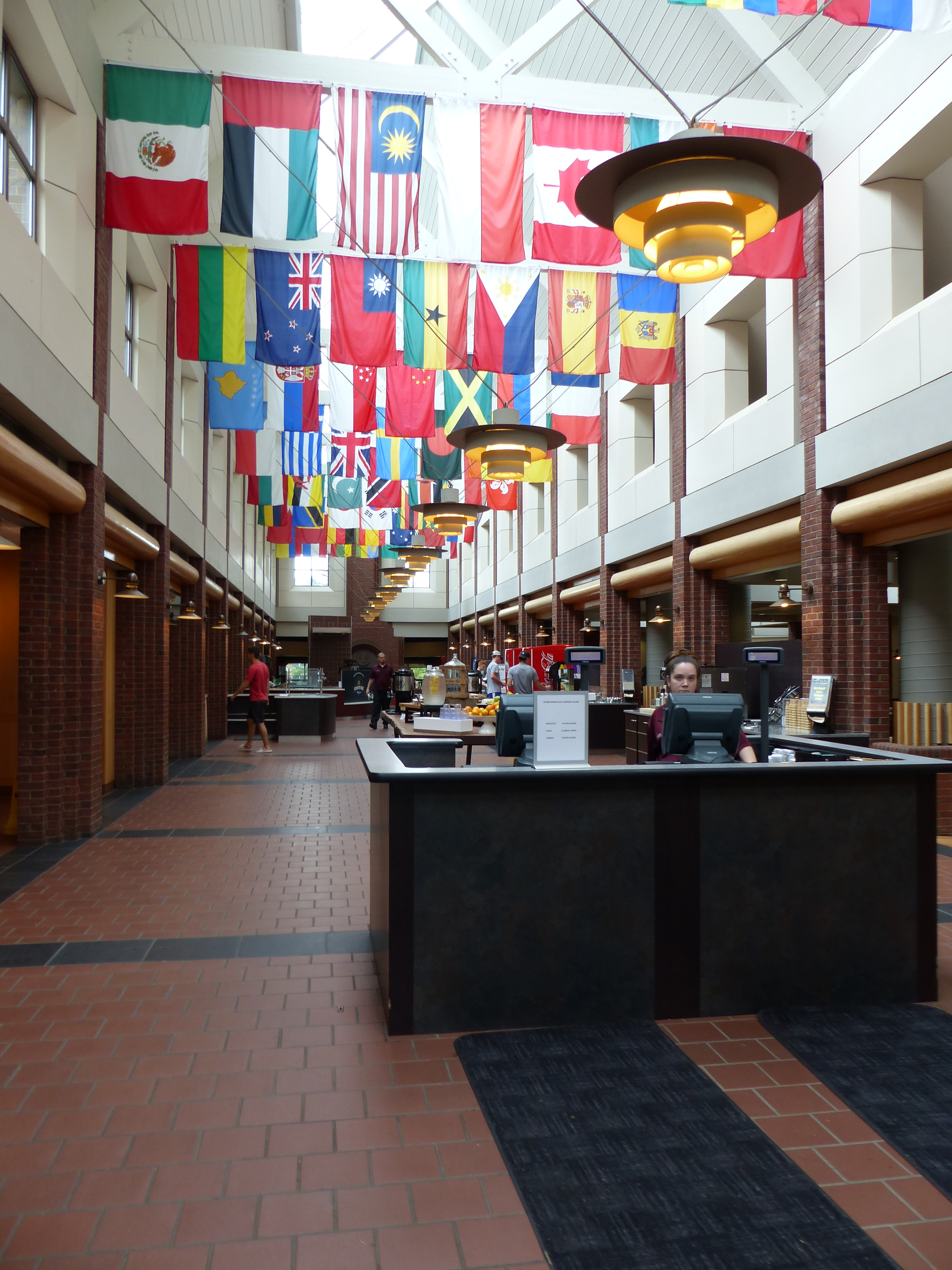
أعلام دول العالم في الجامعة

### الرقم 13
الرقم 13 يعتبر محظوظًا في كولجيت. يقال أن الجامعة أسسها ثلاثة عشر رجلاً بثلاثة عشر دولارًا، وثلاث عشرة صلاة، وثلاث عشرة مقالة. يتم التعبير عن هذا التقليد بطرق عديدة. عنوان كولجيت هو (13 Oak Drive)، والرمز البريدي الخاص به هو 13346 ، والذي يبدأ بـ 13 وينتهي بثلاثة أرقام يصل مجموعها إلى 13.

### جمعية الشرف العليا (كونوسوني)
تتكون من 13 رجلاً و 13 امرأة  ويسمى أيضا كونوسوني (بالإنجليزية: Konosioni)‏

### التخرج
يرتدي الخريجون ملابس كولجيت في كل يوم جمعة يوم الجمعة الثالث عشر والذي يصنف يوم كولجيت. 

## العاب رياضية
يشارك ما يقرب من 25 ٪ من الطلاب في رياضة جامعة ، و 80 ٪ من الطلاب يشاركون في شكل من أشكال الجامعة أو النادي أو ألعاب القوى الداخلية.

## التأسيس
في عام 1817 ، تأسست معية التعليم المعمداني بولاية نيويورك على يد ثلاثة عشر رجلاً (ستة رجال دين وسبعة رجال عاديين). بعد ذلك بعامين ، في عام 1819، منحت الدولة ميثاق المدرسة ، وافتتحت المدرسة بعد عام ، (في عام 1820 
عقدت الفصول الأولى في المدرسة داخل بلدة هاميلتون. بعد ثلاث سنوات ، في عام 1823، تم دمج المدرسة اللاهوتية المعمدانية في مدينة نيويورك مع جمعية التعليم المعمداني ثم غيرت اسمها إلى مؤسسة هاميلتون الأدبية واللاهوتية حدث العقد بين الأمناء ويليام كولجيت، هو نفسه مؤسس شركة كولجيت ومؤسس هذه الجامعة. 

### مؤسسة ذكورية
كانت المؤسسة منذ نشأتها في البداية مؤسسة ذكورية بالكامل ، ولكنها بدأت في رؤية الطالبات يحضرن بقدرة محدودة في منتصف القرن التاسع عشر عندما حضرت إميلي تايلور ، ابنة الرئيس الراحل ستيفين صف فلسفة مع والدها. 
كانت أول طالبة بدوام كامل في المؤسسة مابيل دارت (أصبحت كوليجروف) ، التي شاركت في فصول من 1878-1882. في ذلك الوقت ، اعتبر مسؤولو الجامعة أنه من الأفضل ألا تخجل الطالبة من التخرج من كلية للذكور ، وقاموا بترتيبات لدارت لتلقي شهادتها رسميًا من كلية فاسار.
في السنوات التي تلت ذلك ، شاركت طالبات إضافيات في دورات ، بما في ذلك زوجات أعضاء هيئة التدريس وزوجات المحاربين القدامى المسجلين في فترة ما بعد الحرب العالمية الثانية.

## الخريجون
تضم كولجيت أكثر من 34000 خريج حي.  اعتبارًا من 2016، يمتلك خريجو كولجيت راتبًا أوليًا متوسطًا قدره 53،700 دولارًا أمريكيًا وراتب متوسط في منتصف الحياة المهنية يبلغ 119،000 دولار أمريكي. صنفت فوربس كولجيت في المرتبة 16 في الكليات التي تنتج الخريجين الأعلى دخلاً. من بين المدارس الصغيرة ، تعد كولجيت عاشر أكبر منتج للخريجين الذين ينضمون إلى فيلق السلام.

## روابط خارجية
الموقع الرسمي